# Valentina Sidorova
Valentina Vasilievna Sidorova (em russo: Валентина Васильевна Сидорова; Moscou, 4 de maio de 1954 – 9 de junho de 2021) foi uma ex-esgrimista russa de florete. Foi campeã olímpica por equipes e obteve múltiplas medalhas em mundiais.

## Carreira

### Jogos Olímpicos
Sidorova tem duas participações nos Jogos Olímpicos: em 1976 e 1980. Em ambas as edições, a atleta disputou os eventos individuais e por equipes; contudo, conquistou medalhas apenas com a equipe soviética.
Na primeira participação em 1976, Sidorova estreou no evento individual com derrota para a canadense Donna Hennyey. Ela, no entanto, conseguiu a qualificação ao vencer a japonesa Mariko Yoshikawa, a alemã Ute Kircheis-Wessel e a italiana Giulia Lorenzoni. Qualificou-se também na segunda e na terceira fase, terminando o evento na sétima colocação. Na competição por equipes, ela integrou a equipe campeã olímpica junto com Elena Novikova-Belova, Olga Kniazeva, Nailia Giliazova e Valentina Nikonova. A equipe soviética debutou vencendo Canadá e Polônia, seguiu derrotando a Romênia e a Alemanha Ocidental nas quartas e nas semifinais, respectivamente. Na decisão contra a França, Sidorova venceu Brigitte Gapais-Dumont e Veronique Trinquet, auxiliando a sua equipe na conquista da medalha de ouro ao vencer o confronto geral contra as francesas por 9 a 2.
Quatro anos depois, nos jogos de Moscou, Sidorova venceu duas das quatro partidas da primeira fase do individual. Na fase seguinte, qualificou-se com três vitórias até sua eliminação na terceira fase. Ela voltou a disputar a final do evento por equipes, re-editando a disputa dos jogos anteriores. As francesas, desta vez, saíram vitoriosas.

### Campeonatos Mundiais
Em campeonatos mundiais, Sidorova possui três medalhas nos eventos individuais. A primeira medalha conquistada foi o ouro no campeonato de 1977, em Buenos Aires, quando derrotou a compatriota Novikova-Belova na decisão. No ano seguinte, ela conquistou o bicampeonato ao vencer a checoslovaca Katarína Lokšová-Ráczová. Contudo, ela foi derrotada pela alemã Cornelia Hanisch e ficou com a medalha de prata na edição de 1979.